# Ludens Teatar
Ludens Teatar osnovan je 2006. godine kao prvo profesionalno kazalište u Koprivnici i osnovna mu je djelatnost izvođenje dramskih predstava. 

## Povijest
Ludens Teatar osnovan je 2006. kao prvo profesionalno kazalište u Koprivnici, a djeluje u prostoru Doma mladih. Nakon duge i temeljite pripreme 2008. kazalište počinje s radom. Prva profesionalna predstava jest Normanovska osvajanja Alan Ayckbournea u režiji Franke Perković.
Dugoročan cilj jest uspostaviti kontinuitet kazališnog života u Koprivnici. Od jeseni 2009. pri kazalištu djeluje i dramski studio kojem je cilj pružiti prostor za kreativno stvaranje mladoj koprivničkoj populaciji.

## Vanjske poveznice
- Ludens Teatar  Arhivirana inačica izvorne stranice od 16. ožujka 2010. (Wayback Machine)